# Calculator balistic
Calculatorul balistic face parte din echipamentele informatice instalate pe sistemele militare de armament, pentru a calcula traiectoria și comportamentul balistic al proiectilelor de tun. Cu ajutorul senzorilor externi, vizorul laser, senzorul de vânt lateral, telemetrul, termometrul și altele culege date cum ar fi: presiunea barometrică, altitudinea, viteza relativă a tancului, viteza unghiulară de rotire a turelei, distanța până la obiectiv, cu ajutorul cărora calculează soluția optimă de tragere cu mai mari probabilități de impact.